# Velorama

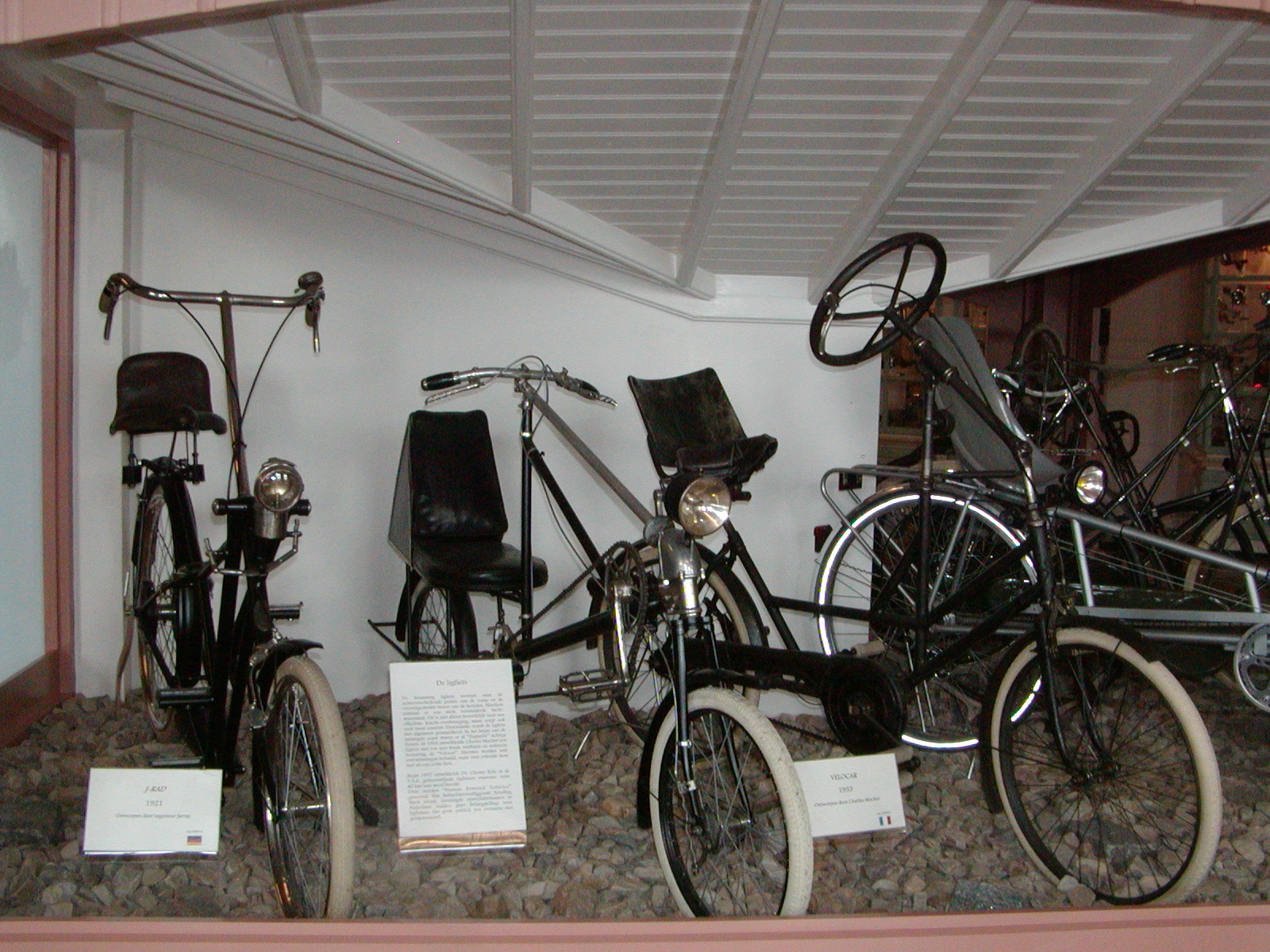
Liegeräder aus den 1920ern im Velorama

Das Velorama (niederländisch Nationaal Fietsmuseum Velorama) ist das einzige Fahrradmuseum der Niederlande. Es befindet sich in der Stadt Nijmegen an der Waalkade.
Es wurde 1981 auf der Basis der Privatsammlung des niederländischen Sammlers Gert-Jan Moed gegründet und zeigt auf drei Etagen ca. 250 Exponate aus fast zwei Jahrhunderten Fahrradgeschichte. Angeschlossen ist eine umfangreiche Sammlung an Fahrradliteratur aller Art. Das historische Archiv des Herstellers Gazelle wird ebenfalls im Velorama verwaltet.